# Närpes
Närpes (finska: Närpiö) är en stad och kommun i Svenska Österbotten i landskapet Österbotten i Finland. År 2024 hade Närpes 9 554 invånare  och en yta på 2 334 km², varav 1 357 km² är vatten. Närpes blev stad 1 januari 1993 genom presidentförordning.
Närpes är en tvåspråkig kommun med svenska som flertalets språk. Närpes är känd för sin dialekt av svenska som är svårförståelig också för svenskspråkiga.

## Historia
Närpes omtalas första gången 1331, då Klas Bengtsson i "Nærpes" pantsatte sitt gods i Finby till biskop Bengt i Åbo för 80 mark på grund av en skuld. År 1348 gav sedan kung Magnus Eriksson ”allom, som boo i Nerpis sochn, Mustasaari sochn och Pedersöre sochn” rätt att sälja och köpa ”alla ätande vahror”, det vill säga att handla med livsmedel. På så sätt grundades de tre första officiella marknadsplatserna i Österbotten.
Närpes kyrksocken nämns 1331 som den första av de österbottniska kyrksocknarna. Dess tillkomst bör ändå förläggas något senare än för Mustasaari och Pedersöre, dvs till början av 1300-talet. Möjligen har Korsnäs och Lappfjärd kapell avskilts i slutet av 1400-talet under Närpes. Dateringen av dem stöder sig på kyrkliga föremål och arkeologiska fynd. Under medeltiden sträckte sig Närpes kyrksocken från Sideby i syd till Petalax i norr - 130 km längsmed den österbottniska kusten. Området sågs som en del av Satakunta eller Kumogårds län. År 1605 gjordes en gränsjustering, och då överfördes Närpes till Korsholms län och blev en del av Österbotten.
Under det Finska Kriget (1808-1809) härjades Närpes av ryssarna som enligt en samtida brevskrivare "spetsat och korsfäst bönder samt pinat dem på alla vis med det mäst utmärkta barbarie."

### Administrativ historik
Närpes kommun bildades 1867. 1 januari 1973 uppgick kommunerna Övermark och Pörtom i sin helhet samt områden av Korsnäs omfattande 522 personer i Närpes kommun. 1975 överfördes delar av norra Pörtom till Malax kommun. Närpes blev stad 1 januari 1993 genom president Mauno Koivistos förordning den 13 november 1992.
Korsnäs blev officiellt en självständig kommun från Närpes år 1887 men i verkligheten hade det skett redan år 1868.

## Geografi
Grannkommuner till Närpes är Kaskö, Korsnäs, Kristinestad, Kurikka, Malax och Östermark. Naturaplatser som ligger delvis eller helt i Närpes är Närpes skärgård, Kristinestad skärgård, Bredmossmyran med flygekorre och hackspett, Orrmossliden, fågelsjön Hinjärv, Sanemossen som är en utmärkt hjortronmyr, Risnäsmossen och Kackurmossen.

### Tätorter
I slutet på 2023 hade Närpes 9 621 invånare, av vilka 5 728 bodde i tätort, 3 796 i glesbefolkade områden och 97 vars bostadskoordinater var okända.  Tätortsgraden för Närpes var 60,1 procent. Tätorten Närpes indelas i fem områden.
| Område     | Befolkning (31 december 2023) |
| ---------- | ----------------------------- |
| Närpes ct. | 4 532                         |
| Övermark   | 530                           |
| Pörtom     | 388                           |
| Nämpnäs    | 272                           |
| Kaskö ct.* | 6                             |

Områden markerade med * tillhör endast delvis Närpes. Största delen av Kaskö ct. hör till Kaskö.

### Ortnamn
Inom kommunen finns byarna och bydelarna Benvik (del av Knåpnäs), Blaxnäs (del av Töjby, med fiskehamn), Bodbacka (del av Övermark), Bäckliden, Finby, Frönäs (del av Övermark), Kåtnäs, Bäckby, Böle, Börknäset, Fållbäcken (gårdsgrupp), Gottböle, Granlid, Granön (bosättningsområde), Helenelund (del av Töjby. Halva byn tillhör Korsnäs kommun, och andra halvan Närpes kommun), Hertsback, Häggnäs (del av Övermark), Kaldnäs, Karlå (fi. Karila), Klaresund, Knåpnäs, Korpbäcken (gårdsgrupp), Laplom (gårdsgrupp), Mjödträsk (del av Nämpnäs), Nixmossen (del av Norrnäs), Norrnäs, Nämpnäs, Näsby, Näveråsen, Pettersborg, Pilkbacken (gårdsgrupp), Pjelax (fi. Piolahti), Pottarna, Pörtom, Pörtmossen (del av Övermark), Rangsby (med bydelarna Långvik, Pettersborg och Ömossa. Hamnen Fagerö med paviljong och restaurang), Risåsen (del av Yttermark), Räfsbäck (del av Övermark), Rörgrund, Sarne (gårdsgrupp i Pörtom), Sidbäck (del av Pörtom), Skrattnäs, Ståbacka, Svalskulla (gårdsgrupp), Svartbäcken (del av Finby), Svartnäs (del av Övermark), Svedjebäcken, Syrmossback (gårdsgrupp i Pörtom), Tjärlax, Träskböle, Kalax, Töjby, Valsberg (del av Övermark), Valsåsen (del av Övermark), Vargholmen (hamn), Velkmoss (del av Pörtom), Vettmossen, Yttermark, Övermark (fi. Ylimarkku), Överträsk.
Här finns också vattendraget Närpes å (fi. Närvijoki eller Närpiönjoki), fjärdarna Hästskärsfjärden, Järvöfjärden, Mellanfjärden, Närpesfjärden, Pjelaxfjärden, Rövargrundsfjärden, Sundfjärden, Svartörsfjärden, Träskholmsfjärden, Österfjärden, öarna Börsskäret, Eskö, Grytskäret, Gåshällan (i Rangsby skärgård), Kaldonskär (fiskeläge), Ledören, Märigrund, Ängsön samt udden Långön.

## Styre och politik
Närpes stadsdirektör är Mikaela Björklund. I stadsfullmäktige 2021–2025 finns 35 ledamöter, av vilka 33 hör till Svenska folkpartiet. År 2021 röstade 90 % av närpesborna på Svenska folkpartiet (SFP), medan 7,3 % av befolkningen röstade på Socialdemokraterna (SDP). Övriga röster gick till Gröna förbundet (0,9 %) och Kristdemokraterna (KD; 1,8 %).

### Mandatfördelning i Närpes stad, valen 1976–2021
| 2 | 2 | 30 |  |

| 2 | 2 | 29 |  |  |

|  | 3 | 30 |  |

| 2 | 32 |  |

| 3 | 31 |  |

| 2 | 2 | 30 |  |

| 2 | 5 | 27 |  |

|  | 4 | 28 | 2 |

| 23 | 12 |

| 33 | 2 |

| 23 | 12 |

| 2 | 32 |  |

| 21 | 14 |

| 3 | 32 |

| 20 | 15 |

| 2 | 33 |

| 20 | 15 |

### Vänorter
Närpes har följande vänorter:
- Akranes kommun, Island.
- Bamble kommun, Norge.
- Tønders kommun, Danmark.
- Västerviks kommun, Sverige.

## Ekonomi och infrastruktur

### Näringsliv
I kommunen finns 4 513 arbetsplatser (2022) varav 54,5 % inom service, 22,8 % inom jord- och skogsbruk och 21,5 % inom industri- och byggnadsverksamhet.  Företagsamheten är typisk för närpesborna och under tredje kvartalet år 2024 fanns i Närpes 1095 st. registrerade företag.  Under 2000-talet har arbetslöshetsgraden i Närpes varit förhållandevis låg, mestadels under 4 %. Årsmedeltalet för 2024 var 3,6 %.
En betydande del av de växthusodlade grönsakerna i Finland kommer från Närpes. I Närpes finns över 120 växthusodlare och en totalareal på 99 hektar under glas och plast. I Närpes produceras 60 % av tomaterna och 50 % av gurkorna i Finland. Växthusnäringen i Närpes sysselsätter ungefär 1 200 personer. En annan betydande näringsgren är karosseribranschen, i vilken två av stadens största företag, Närko och NTM, med en omsättning på mer än 30 respektive 70 miljoner euro, är verksamma. Närpes har flera mink- och rävfarmer.
I Närpes finns dessutom Finlands största säng- och madrasstillverkare Hilding Anders.

### Kommunikationer
Genom Närpesområdet löper Europaväg 8 från Björneborg till Vasa, Väg 67 mellan Kaskö och Seinäjoki samt Sydbottenbanan som är en järnväg som slutar i Kaskö.
Följande gästhamnar finns i Närpes:
- Tjärlax gästbrygga
- Öskata gästbrygga
- Gåshällan, Långbådan utfärdshamn
- Fagerö gästbrygga
- Blacksnäs gästbrygga

## Befolkning

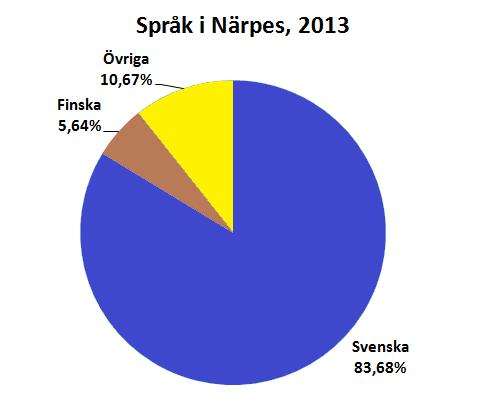
Fördelning av modersmålstalare av svenska, finska och övriga språk i Närpes, år 2013.

År 2024 var 73,3 % av befolkningen i Närpes svenskspråkiga och 4,9 % finskspråkiga, medan 21,8 % av befolkningen pratade övriga språk. Fram till 2015 var Närpes den sista enspråkiga svenskspråkiga kommunen på Finlands fastland. Närpes blev en tvåspråkig stad i början av 2016. En betydande del av invånarna i Närpes talar ett annat modersmål än svenska och finska. Många av dem har kommit till kommunen för att arbeta med växthusodlingar. Arbetskraft har aktivt värvats i utlandet, bland annat genom tidigare invandrares kontakter, men också genom direkta värvningsresor. Till exempel är de vietnamesiska och bosniska invandrarna många. Framgångsrik invandring är möjlig genom aktivt samarbete mellan kommun och näringsidkare. Tack vare de positiva erfarenheterna blev den så kallade Närpesmodellen förebild vid en revision av den finländska integrationslagen 2020.
I Närpes finns invånare med utländsk härkomst från följande länder:
| Utländsk härkomst | Utländsk härkomst       | Utländsk härkomst |
| ----------------- | ----------------------- | ----------------- |
| 1                 | Vietnam                 | 928               |
| 2                 | Bosnien och Hercegovina | 233               |
| 3                 | Jugoslavien             | 207               |

Dessutom finns det invånare i Närpes med härkomst från Sverige, Thailand, Ukraina, Det forna Sovjetunionen, Estland, Litauen, Ecuador, Kroatien, Sudan, Vitryssland, Filippinerna, Polen, Rumänien, Serbien, Tyskland, Ryssland  och Förenta staterna.

### Befolkningsutveckling
| Befolkningsutvecklingen i Närpes stad 1975–2020                                                              | Befolkningsutvecklingen i Närpes stad 1975–2020 | Befolkningsutvecklingen i Närpes stad 1975–2020 | Befolkningsutvecklingen i Närpes stad 1975–2020 | Befolkningsutvecklingen i Närpes stad 1975–2020 |
| --- | ----------------------------------------------- | ----------------------------------------------- | ----------------------------------------------- | ----------------------------------------------- |
| |                                                 |                                                 |                                                 |                                                 |
| År |                                                 |                                                 | Folkmängd                                       |                                                 |
| 1975 | 1975                                            |                                                 | 11 290                                          |                                                 |
| 1980 | 1980                                            |                                                 | 10 816                                          |                                                 |
| 1985 | 1985                                            |                                                 | 10 720                                          |                                                 |
| 1990 | 1990                                            |                                                 | 10 490                                          |                                                 |
| 1995 | 1995                                            |                                                 | 10 234                                          |                                                 |
| 2000 | 2000                                            |                                                 | 9 769                                           |                                                 |
| 2005 | 2005                                            |                                                 | 9 463                                           |                                                 |
| 2010 | 2010                                            |                                                 | 9 435                                           |                                                 |
| 2015 | 2015                                            |                                                 | 9 387                                           |                                                 |
| 2020 | 2020                                            |                                                 | 9 558                                           |                                                 |
| Anm: Uppgifterna avser förhållandena den 31 december nämnda år enligt områdesindelningen den 1 januari 2022. |                                                 |                                                 |                                                 |                                                 |

### Religion
År 2018 fanns följande evangelisk-lutherska församlingar i Närpes.
- Närpes församling
- Pörtom kapellförsamling
- Övermark kapellförsamling

I Närpesområdet verkar också Vasa ortodoxa församling.
I Närpes verkar även frikyrkoförsamlingen Filadelfia som är en del av den globala pingströrelsen.

## Kultur

### Arkitektur
I Närpes centrum finns Närpes kyrka som är en korskyrka av gråsten. Den började byggas redan på 1550-talet. Omkring den finns ungefär 150 kyrkstallar. De äldsta av kyrkstallarna som har bevarats byggdes i slutet av 1700-talet. Vid dessa kunde resenärer lämna sina hästar. I närheten av kyrkan finns också sockenmagasin, sockenstuga samt prästgård, vilket gör området till en historisk kyrkomiljö.
I Pörtom finns en träkyrka som byggdes på 1700-talet och i Övermark finns en träkyrka som byggdes på 1800-talet.
Öjskogsparken är ett friluftsmuseum med ett 20-tal historiska museibyggnader. Huvudbyggnaden Bengtsgården är en bondgård från 1700-talet med välbevarad interiör. Övriga byggnader är Hagas lanthandel, skolstugan, Apoteksmuseet, växthusmuseet, bodar, en ria, en väderkvarn och härbren.
Mellan Närpes och Kaskö finns gården Benvik som byggdes av Petter Johan Bladh.

### Kultur och evenemang
Tomatkarnevalen är en folkfest, festival och marknad som ordnas i centrum av Närpes varje sommar. Tomatkarnevalen brukar hållas den första helgen i juli.
Huset ”Mittistan” är ett kulturhus, hotell och restaurang. I huset finns kultursalen Frans Henriksonssalen, där det regelbundet ordnas konserter, teaterföreställningar, föreläsningar och bio. I huset finns också en konsthall där det ordnas konstutställningar.
Varje sommar ordnas flera dansevenemang i Fagerö Folkpark, vilket är en danspark belägen vid havet i byn Rangsby. I parken finns också en skärgårdsrestaurang och minigolfbana. Varje år ordnas loppisdagar på området.
I Öjskogsparken ordnas många evenemang sommartid. Bland annat Närpes Teater, en finlandssvensk amatörteater som varit verksam sedan 1964, håller sina föreställningar vid vridläktaren i Öjskogsparken. Vridläktaren har 410 platser och föreställningarna framförs på Närpesdialekt. Sedan februari 2023 finns också Stella Polaris-museet vid området. 
Närpes är en kustort med en ca 700 km lång strandlinje. I kustbyarna finns gamla fiskelägen med fiskebodar och skärgårdsnatur. På många ställen finns också lokala badplatser samt små sommaröppna kiosker och caféer.
I Närpes finns den klippiga ön Gåshällan ute i Bottenhavet. Ön är ett par hundra meter bred och ca 800 m lång. På norra ändan av ön finns en lotsstugan och på södra delen en nedlagd sjöbevakningsstation.
En av Finlands mest kända musikkårer finns i Närpes. Närpes skolmusikkår har haft stor betydelse för blåsmusikens utveckling i Finland. Närpes Skolmusikkår är ett begrepp i Svenskfinland och är känd långt över landets gränser. Närpes Skolmusikkår har gjort turnéer i Europa och konserterat i Sverige, Norge, Danmark, Estland, Lettland, Tyskland, Österrike, Liechtenstien, Italien, Schweiz, Frankrike, Spanien, Holland, Belgien, England och även i USA. Idag medverkar ca. 140 ungdomar i musikkåren. Närpes skolmusikkår är den enda i Finland som dessutom har seriöst engagemang för drillor. Idag finns 30 drillflickor inom verksamheten.
Det finns många band och artister som sjunger på Närpesdialekt, bland annat:
- 1G3B
- Hanna Lagerström [45]
- Lasse Eriksson [46]
- Rickard Eklund [47]

### Idrott
I Närpes finns en väldigt bred idrottsverksamhet.
En stor del av idrotten i Närpes är koncentrerad till Mosedal idrottssplan där man förutom friidrottsbanor hittar en inomhusskjutbana, gräsplan och konstgräsplan. Konstgräsplanen tjänar på vintern som bollhall. I anslutning till Mosedal idrottsplan finns även en ishall, en utomhusrink och beachvolleybollplan. I centrum av Närpes hittas även en simhall. Ca. 11 km norr om Närpes centrum finns Vargbergets fritidscentrum där det finns längdskidspår, skidskyttearena och asfalterat rullskidsområde. Senaste tillskottet på Vargberget är en motionstrappa belägen i en f.d. slalombacke.
Redan i början på 1900-talet bedrevs idrottsverksamhet i Närpes, men då främst inom gymnastik och huvudsakligen i ungdomsföreningarnas regi. Eftersom man ville samla hela kommunens idrottsverksamheten under ett och samma tak gjordes ett första försök för detta ändamål 1913 vilket resulterade i att idrottsföreningen NIF bildades. Dock var föreningen aktiv i endast sju år p.g.a. att många fortfarande var aktiva inom Skyddskåren som också bedrev idrottsverksamhet. Andra försöket gjordes år 1930 som resulterade i att Idrottsföreningen IF Kraft bildades (registrerad först år 1933) och som idag fungerar som takorganisation för sina dotterföreningar. Idrottsverksamheten i Närpes fick ett uppsving på senare medlet av 1900-talet eftersom det förutom IF Kraft också grundades flera andra idrottsföreningar som fortfarande är aktiva idag.
Många av idrottsföreningarna i Närpes hör alltså idag till moderföreningen IF Kraft. Moderföreningen är indelad i flera sektioner och består av ishockey, fotboll, friidrott, skidåkning och cykling.
Närpesborna är flitiga bänkidrottare. Fotboll och ishockey lockar stor publik på sina hemmamatcher. Närpes Kraft spelar fotboll på tredje högsta nivån i Kakkonen.

## Kända personer från Närpes
- Pali-Maj, poet, diktare, småskollärare
- Ole Norrback, riksdagsman, minister, diplomat
- Stefan Ingves, chef för Sveriges riksbank
- Lars Gullstedt, fastighetsmogul i Sverige
- Ralf Långbacka, regissör
- Fredrik Lång, författare
- Johan Becker, sångare
- Frank Mangs, evangelist
- Jonathan Åstrand, friidrottare (sprintlöpare)
- Leif Groop, professor i diabetesforskning
- Ulla-Maj Wideroos, riksdagsledamot, minister
- Lasse Eriksson, artist
- Anders Teir, låtskrivare och musikledare
- Rickard Eklund, låtskrivare, poet och artist
- Julia Mäkkylä, författare
- Karl Eneberg, orientalist och poet